# Rolando Álvarez
Rolando Álvarez (Valera, 14 dicembre 1975) è un ex calciatore venezuelano, di ruolo difensore.

## Carriera

### Nazionale
Ha partecipato alla Copa América 1999.